# Jesen Therrien
Jesen Therrien, né Jesen Dygestile-Therrien, est un joueur de baseball canadien occupant le poste de lanceur partant avec les Aigles de Trois-Rivières.
Repêché au 36e tour par les Mets de New York en 2010, puis au 17e tour par les Phillies de Philadelphie l'année suivante, il se développe au sein du baseball mineur et perce les ligues majeures en 2017. Lors de cette saison, il occupe les fonctions de lanceur de relève pendant 18⅓ manches. Jouant blessé, il récolte une moyenne de points mérités de 52.

## Carrière
Jesen Dygestile-Therrien est né le 18 mars 1993 à Montréal, Québec, Canada,. Originaire de Montréal-Nord,, Jesen Therrien est inscrit au programme Sports-Études de la polyvalente Édouard-Montpetit à Montréal, où il joue au baseball pour l'équipe des Bouledogues lorsqu'il est pour la première fois choisi au repêchage de la Ligue majeure de baseball. Les Mets de New York le réclament au 36e tour de sélection en 2010, mais il ne signe pas de contrat avec eux. Ensuite joueur au Collège Ahuntsic,, Therrien signe son premier contrat avec les Phillies de Philadelphie, qui le réclament au 17e tour du repêchage de 2011.
Il fait ses débuts professionnels en ligues mineures en 2012 avec des clubs affiliés aux Phillies et s'entraîne en Arizona durant l'hiver sous la supervision d'Éric Gagné,.
Il fait partie de l'effectif de l'équipe du Canada durant la Classique mondiale de baseball 2017 mais n'est utilisé dans aucun match de la compétition.
Jesen Therrien fait ses débuts dans le baseball majeur avec les Phillies de Philadelphie le 29 juillet 2017, le lendemain de son rappel des IronPigs de Lehigh Valley. Il assure la relève la 6e manche sans accorder de point aux Braves d'Atlanta. Éprouvant un malaise au bras, il réussit tout de même à retirer sur des prises des frappeurs-étoile comme Micah Johnson, Yoenis Cespedes et Buster Posey.
À la fin de la saison 2017, Therrien subit l'opération Tommy John. Les Dodgers de Los Angeles lui offrent un contrat pour la saison suivante, assorti d'un plan de rétablissement, mais il demeure affligé par sa blessure au coude. Il est opéré de nouveau en 2021.
Il est nommé à la direction des opérations de l'Académie de baseball du Canada en 2022. L'année suivante, il signe un contrat professionnel avec les Aigles de Trois-Rivières dans la ligue Frontière.